# ヨハン・ガドリン
ヨハン・ガドリン（Johan Gadolin、1760年6月5日-1852年8月15日）は、フィンランドの化学者・鉱物学者。元素イットリウムの発見者である。フィンランドの化学の基礎を築いた。

## 人物・経歴
ガドリンはヘルシンキ近くのトゥルクに物理学者の息子として生まれた。オーボ大学で数学を学んだ後、1779年ウプサラ大学でトルビョルン・ベリマンのもとで化学を学んだ。
ガドリンは最初の希土類元素を発見した。1792年、スウェーデンのイッテルビー村で発見された黒い鉱石を調査し、後にイットリアと命名される希土類金属の酸化物を分離した。その当時は元素だと考えられていた。
ガドリンが調査した鉱石はガドリンの名を記念して1800年、ガドリン石（gadolinite）と名づけられた。後に希土類元素ガドリニウムはガドリンの名にちなんで、名づけられた。 
1797年オーボ大学の化学の教授になった。学生に実験を行わせた最初の科学者の1人である。北欧諸国で最初のフロギストン説を否定した化学の教科書を執筆した。